# Halle Open 2023
Halle Open 2023 (cunoscut din motive de sponsorizare ca Terra Wortmann Open) a fost un turneu de tenis care s-a jucat pe terenuri cu iarbă în aer liber. A fost cea de-a 30-a ediție a Halle Open și a făcut parte din seria ATP 500 din Circuitul ATP 2023. A avut loc la Arena OWL din Halle, Germania, între 19 și 25 iunie 2023.

## Campioni

### Simplu
Pentru mai multe informații consultați Halle Open 2023 – Simplu

### Dublu
Pentru mai multe informații consultați Halle Open 2023 – Dublu

## Puncte și premii în bani

### Puncte
| Probă  | C   | F   | SF  | QF | R16 | R32 | Q   | Q2  | Q1  |
| Simplu | 500 | 300 | 180 | 90 | 45  | 0   | 20  | 10  | 0   |
| Dublu  | 500 | 300 | 180 | 90 | 0   | N/A | N/A | N/A | N/A |

### Premii în bani
| Probă  | C        | F        | SF       | QF      | R16     | R32     | Q2     | Q1     |
| Simplu | €477,795 | €220,800 | €117,715 | €60,145 | €32,105 | €17,120 | €8,775 | €4,925 |
| Dublu* | €134,840 | €71,910  | €36,380  | €18,190 | €9,420  | €       | N/A    | N/A    |

*per echipă